# Den Danske Sprogkreds
Den Danske Sprogkreds, stiftet den 14. august 2017, er en dansk forening, der arbejder for at bevare det danske sprog som fundamentet for dansk kultur og samfund.
Sprogkredsen optager alle, der tilslutter sig foreningens formål, uanset om de har dansk som modersmål eller har lært dansk senere i livet. Sprogkredsen optager også personer, der er bosat i udlandet.
Sprogkredsen ledes af en bestyrelse bestående af syv medlemmer. Formand er cand.mag. Lise Bostrup, der medvirker som »blæksprutte« og initiativtager til nye tiltag. Der kan nedsættes arbejdsudvalg; således et sprogpolitisk udvalg og et arrangementsudvalg.
Foreningen udgiver tidsskriftet Sprogkræsen 4 gange om året, første gang i efteråret 2018. Redaktør er formanden, Lise Bostrup.
Den Danske Sprogkreds tegner sig foruden for et tidsskrift også for bogudgivelser. Den første var debatbogen »Er dit modersmål okay. Sprogpolitik i Danmark - og ude i verden« (2017), og den efterfulgtes af sangbogen »Sange om det danske sprog« (2018).
Den Danske Sprogkreds arrangerer såvel medlemsmøder med debat, fællessang og hygge, som større events som f.eks. en debat på Modersmålsdagen med Dansk Sprognævns bestyrelsesformand, Anne Holmen, politikeren Alex Ahrendtsen, den tidligere formand for Folkeskolernes Dansklærerforening, Jens Raahauge og oversætteren Allan Hilton Andersen m.fl., herunder Sprogkredsens formand, Lise Bostrup; H.C. Andersens fødselsdag med Johan de Mylius og skuespilleren Nis Bank-Mikkelsen, foredrag af Søren Ulrik Thomsen om hans forhold til det danske sprog og koncerter med sange om det danske sprog i samarbejde med koret Volvox.
Endelig deltager Den Danske Sprogkreds i BogForum og Læringsfestivalen i Bellacentret og i en række lokale arrangementer i kulturhuse, på biblioteker og i kirker.
Den Danske Sprogkreds har opnået økonomisk støtte fra Statens Kunstfond, Konsul George Jorck og hustru Emma Jorck’s Fond, Velux-fonden, Københavns Kulturhavn og Vanløse Lokalråd.